# Cérons
Cérons  egy francia település Gironde megyében az Aquitania régióban. Lakosainak száma 2131 fő (2022. január 1.).

## Adminisztráció
Polgármesterek:
- 2001–2020 Jean-Patrick Soulé

## Demográfia
| Lakosok száma | 1241 | 1308 | 1319 | 1556 | 2085 | 2096 | 2084 | 2138 | 2133 | 2131 |
|               | 1968 | 1982 | 1990 | 2006 | 2013 | 2015 | 2017 | 2019 | 2020 | 2022 |

## Látnivalók
- Cérons-i kastély
- Saint-Cricq kastély romjai
- Szent Márton-templom (12. sz.)